# Литлтон (Северна Каролина)
Литлтон (енгл. Littleton) град је у америчкој савезној држави Северна Каролина.

## Демографија
По попису из 2010. године број становника је 674, што је 18 (-2,6%) становника мање него 2000. године.
| Група             | 2000.       | 2010.       |
| Белци             | 376 (54,3%) | 324 (48,1%) |
| Афроамериканци    | 296 (42,8%) | 317 (47,0%) |
| Азијати           | 3 (0,4%)    | 3 (0,4%)    |
| Хиспаноамериканци | 8 (1,2%)    | 8 (1,2%)    |
| Укупно            | 692         | 674         |